# Heilung
A Heilung egy kísérleti népzenei zenekar, amelynek tagjai Dániából, Norvégiából és Németországból származnak. Zenéjük a vaskori és viking kori germán népek szövegeire és germán rúnaírásos feliratokra épül. A Heilung úgy írja le zenéjét, mint „felerősített történelem a kora középkori Észak-Európából”. Zenéjük általában germán istenekről, a Jötunnökről és a valkűrökről szól. A „Heilung” egy német főnév, melynek jelentése „gyógyítás”.

## Ismertetés
A Heilungot 2014-ben alapította a dániai Koppenhágában Kai Uwe Faust énekes (német tetoválóművész, aki ónorvég tetoválásokra specializálódott) és Christopher Juul dán producer. 2003 óta saját Lava nevű stúdióját Koppenhágában működtető Juul csodálta Faust vizuális munkásságát, így alkut kötöttek: Faust felajánlott Juulnak néhány ingyenes tetoválást, cserébe a segítségéért néhány vers felvételében. Így indult el a Heilung.
Később, 2015-ben Maria Franz (Juul régi barátnője és az Euzen nevű progresszív rock/pop-rock zenekar énekesnője, amelyben Juul zongorázott és elektronikát is játszott) elkezdett dolgozni Heilunggal - eredetileg session vokalistaként. A zenekar 2015-ben saját kiadásban jelentette meg debütáló albumát, az Ofnirt, és nem sokkal ezután Franz lett a zenekar harmadik hivatalos tagja.
A zenekar első fellépései 2017-ben a Castlefesten és a Midgardsblot Metalfestivalon voltak. A Castlefest fellépésüket rögzítették és Lifa címmel a YouTube-on és élő albumként is megjelentették. 2017-es Midgardsblot-on való fellépésüket a Metal Hammer  a 2017-es év tíz legjobb fellépése közé sorolta. Még abban az évben a zenekar szerződést kötött a Season of Mist kiadóval.
2018. április 20-án a két korábban saját kiadású album, az Ofnir és a Lifa újra megjelent bakeliten és CD-n.
A zenekar a Senua's Saga: Hellblade II filmzenéjét is komponálta. Heilung zenéjének töredékeit a Vikingek című népszerű televíziós sorozat hatodik évadában is használták fel.
A Heilung 2022. augusztus 19-én adta ki harmadik stúdióalbumát Drif címmel a Season of Mist kiadónál, amely a német és az osztrák albumlistán a 9., illetve a 25. helyen végzett. 2024-ben a Heilung fellépett a Glastonbury Fesztiválon.
2024 novemberében a Heilung bejelentette a 2025-ös európai turnéját, augusztus 17-én lesz az utolsó bemutató, amely után szünetet terveznek.

## Stílus
Faust szerint a zenekar neve, a „Heilung”, ami németül gyógyulást jelent, elárul valamit a zenekar stílusáról: „A hallgatót egy varázslatos, időnként viharos zenei utazás után megnyugvással és ellazult állapotban kell hagyni.” A zenekar felvételei nem korlátozódnak a zenére, hanem verseket és a spoken word-et is tartalmaznak.
Az európai kultúrák korai korszakaira való utalások történeti tárgyakból származó szövegek vagy történelmi költemények segítségével is történnek. A felhasznált nyelvek változatosak: német, angol, gót, ófelnémet, izlandi, latin, óangol, proto-norvég, protogermán és viking kori ónorvég nyelveket használnak.
Hangszerként olyan tárgyakat használnak, amelyek már a vaskorban is az emberek rendelkezésére állhattak, mint például dobok, csontok vagy lándzsák. Egy 2018. augusztusi interjú szerint az általuk használt hangszerek a következőkből állnak:
- dobok, köztük egy emberi vérrel festett lóbőrrel, két szarvasbőrrel és egy kecskebőrrel borított dob
- csontok, köztük egy emberi alkarcsont és szarvascsontok
- egy bivalyszarv csörgő
- egy agyagcsörgő emberi hamuval
- egy hindu rituális harang
- templomokból származó régiségek
- egy rekonstruált ezüstpohár a viking korból.
- egy ravanahatha (Indiában, Srí Lankán és a környező területeken használt ősi hangszer, amely a Hela néptől származik, majd Hanumán hozta Észak-Indiába, onnan pedig Indiába).
- időnként egy talharpa
- egyéb csörgők, sípok és ütős hangszerek

Faust torokéneke a tibeti vagy a mongol stílust idézi. Juul csicsergő suttogást használ énekként.
A színpadon a zenekar tagjai bonyolultan megtervezett jelmezeket viselnek. Ezek részben „az eurázsiai cirkumpoláris (Északi-sark körüli) népek spirituális hagyományain” alapulnak, vagy az északi bronzkori ruházat történelmileg korrekt reprodukciói.

## Tagok
Jelenlegi tagok
- Kai Uwe Faust – ének (2014-től napjainkig)
- Christopher Juul – zene, produkció (2014-től napjainkig)
- Maria Franz – ének (2015-től napjainkig)

Időleges/turné zenészek
- Jacob Lund (2017-től napjainkig)
- Nicolas Schipper (2021-től napjainkig)
- Annicke Shireen (2018-tól napjainkig)
- Mira Ceti (2021-től napjainkig)
- Emilie Lorentzen (2018-2022)
- Juan Pino (2017-2018)
- Alex Opazo (2017-2022)
- Jonas Lorentzen (2017-2018)

Show csoport („Heilung warriors Europe”)
- Pan Bartkowiak (2017-től napjainkig)
- Faber Horbach (2017-2022)
- Leon Remie (2017)
- Marijn Sies (2017-től napjainkig)
- Ruben Terlouw (2017-től napjainkig)
- Jens de Vries (2017-2022)
- Gwydion Zomer (2017-től napjainkig)
- Martin Skou (2018-tól napjainkig)
- Martin Kufahl (2018-tól napjainkig)
- Emilie Lorentzen (2018)
- Mira Ceti (2019)
- Jarasol (2019-től napjainkig)
- Sami (2019-től napjainkig)
- Obban (2019-től napjainkig)
- Edward Boyter (2019-től napjainkig)
- Nadja Kalameiets (2019-től napjainkig)
- Janne van Ooij (2019-től napjainkig)
- Adélie (2022-től napjainkig)
- Chloe Bakker (2022-től napjainkig)
- Mitchell Bosch (2022-től napjainkig)
- Borsoti Luca (2022-től napjainkig)
- Jeff Coyard (2022-től napjainkig)
- Kristian (2022-től napjainkig)
- Papp Katalin (2022-től napjainkig)
- Steven Pilon (2022-től napjainkig)
- Annet Postma (2022-től napjainkig)
- Nina Schilp (2022-től napjainkig)
- Rowan Schuddeboom (2022-től napjainkig)

Show csoport („Heilung warriors USA”)
- Alex Chabot (2020-tól napjainkig)
- Danny Davies (2020)
- William Johnson (2020)

## Diszkográfia
Stúdióalbumok
- Ofnir (2015, saját kiadás; újra kiadva 2018-ban a Season of Mistben)
- Futha (2019, Season of Mist)
- Drif (2022, Season of Mist)

Élő albumok
- Lifa (2017, Season of Mist)
- Lifa lotungard (2024, Season of Mist)

## Elismerések
A Heilungot 2018-ban a Legjobb Underground Band kategóriában jelölték Metal Hammer Golden Gods Awardra. 
A Heilung Norupo című dalával holtversenyben volt a World Traditional díjért a 18. Independent Music Awardson.

## Fordítás
Ez a szócikk részben vagy egészben  a   Heilung című angol Wikipédia-szócikk ezen változatának fordításán alapul.  Az eredeti cikk szerkesztőit annak laptörténete sorolja fel. Ez a jelzés csupán a megfogalmazás eredetét és a szerzői jogokat jelzi, nem szolgál a cikkben szereplő információk forrásmegjelöléseként.

## Kapcsolódó szócikk
- Merseburgi ráolvasások